# آرثر جافي
آرثر جافي (بالإنجليزية: Arthur Jaffe)‏ (و. 1937 – م) هو رياضياتي، وفيزيائي، وأستاذ جامعي من الولايات المتحدة الأمريكية. ولد في مدينة نيويورك .
وهو عضواً في الجمعية الرياضياتية الأمريكية، والأكاديمية الأمريكية للفنون والعلوم، والأكاديمية الوطنية للعلوم .

## التعليم
تعلم في جامعة برنستون

## مناصب وهيئات
أدار جامعة هارفارد.

## جوائز
حصل على جوائز منها:
- Marshall Scholarship.
- جائزة داني هينمان للفيزياء الرياضية (1980).[7]